# Fabrice Jeannet
Pour les articles homonymes, voir Jeannet.
Fabrice Jeannet, né le 20 octobre 1980 à Fort-de-France, est un escrimeur français, pratiquant l'épée.

## Biographie
Ce champion du monde junior 2000 obtient rapidement ses premiers résultats en senior. Dès l'année suivante, il remporte deux médailles de bronze aux mondiaux qui se déroulent en France à Nîmes. Puis l'année suivante, il devient vice-champion du monde à Lisbonne lors de l'édition 2002, battu par le Russe Pavel Kolobkov. Il remporte toutefois le titre avec l'équipe de France d'épée, avec Benoît Janvier, Jean-Michel Lucenay, Hugues Obry.
Enfin en 2003, il remporte le titre individuel à La Havane.
Suit alors une période moins prolifique. Il ne gagne plus en coupe du monde et lors des Jeux olympiques de 2004 il est éliminé en quart par un autre Français, Érik Boisse. Toutefois, il est un des membres majeurs qui remportent la médaille d'or par équipe, médaille qu'il partage avec Hugues Obry, Érik Boisse et son frère Jérôme Jeannet.
Lors des championnats du monde 2005, il remporte une nouvelle médaille d'argent, battu à nouveau par le russe Kolobkov. Par contre, avec Érik Boisse, son frère Jérôme Jeannet et Ulrich Robeiri, il confirme par une nouvelle médaille d'or le titre olympique obtenu l'année précédente.
Lors de l'édition 2006 à Turin, après une élimination au premier tour en individuel, il participe à la victoire de l'équipe de France.
En 2007, il n'est pas aligné dans l'épreuve individuelle des mondiaux, mais participera à la victoire de l'équipe de France dans l'épreuve par équipe.
Il a annoncé avant même de savoir s'il irait aux Jeux olympiques, qu'il prendrait sa retraite sportive en septembre 2008. Il lancera alors sa carrière dans l'informatique.
Il atteint la finale des Jeux olympiques de Pékin mais s'incline face à Matteo Tagliariol 15 à 9 et remporte ainsi la médaille d'argent. Il remporte la médaille d'or par équipe face à la Pologne.
Il reviendra finalement sur sa décision d'arrêter totalement sa carrière d'escrimeur pour s'engager avec l'Escrime Rodez Aveyron à partir de la saison 2009/10, se consacrant exclusivement aux Championnats de France par équipe et à la coupe d'Europe des clubs champions et laissant le soin à la relève française de préparer les mondiaux 2010 de Paris au Grand Palais.
Il obtient le titre de Champion de France N1 par équipes avec Rodez en 2012 et 2015 et remporte la coupe d'Europe des clubs champions avec Rodez en 2016.

## Palmarès
- Jeux olympiques
  -  Médaille d'or à l'épée aux Jeux olympiques de 2008 par équipe
  -  Médaille d'argent  à l'épée aux Jeux olympiques de 2008
  -  Médaille d'or aux Jeux olympiques de 2004 par équipe
  - 5e aux Jeux olympiques 2004 en individuel

- Championnats du monde
  -  Médaille d'or par équipe à l'épée lors des Championnats du monde d'escrime 2007 à Saint-Pétersbourg
  -  Médaille d'or par équipe lors des Championnats du monde d'escrime 2006 à Turin
  -  médaille d'or par équipe en Championnats du monde d'escrime 2005
  -  médaille d'or en 2003 à La Havane
  -  médaille d'or par équipe en 2002
  -  médaille d'argent en 2005 à Leipzig
  -  médaille d'argent en 2002 à Lisbonne
  -  médaille de bronze en 2001 à Nîmes
  -  médaille de bronze par équipe en 2001

- Championnats d'Europe
  -  médaille d'or par équipe en 2008
  -  médaille de bronze par équipe en 2007

- Coupe d'Europe des Clubs champions
  - Vainqueur de la Coupe d'Europe des Clubs champions en 2001, 2002, 2003 avec Chalons en champagne, et 2016 avec Rodez

- Coupe du monde
  - Vainqueur du tournoi de La Havane en 2001

## Distinctions
- Chevalier de la Légion d'honneur en 2004[4]
- Officier de l'ordre national du Mérite en 2008[5]

## Vidéographie
- Champions de France - Jérôme et Fabrice Jeannet, série Champions de France, film-portrait raconté par Isabelle Giordano, co-réalisé par Pascal Blanchard et Rachid Bouchareb 2016, 2 minutes. [voir en ligne]